# Arie Ketting de Koningh

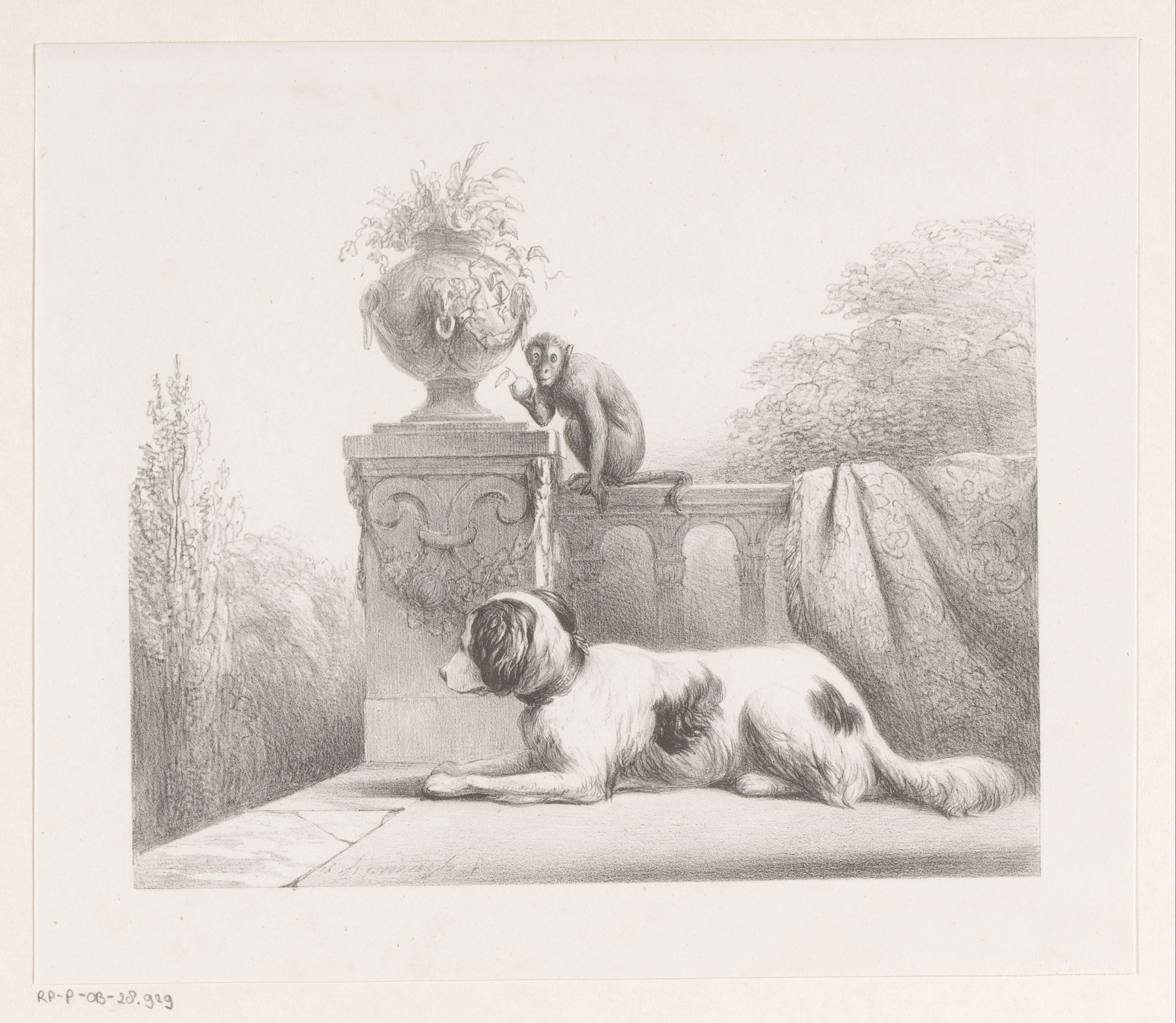
Pes a opice na terase, 1849–1859

Arie Ketting de Koningh (Dordrecht, 3. srpna 1815 – Amersfoort, 21. března 1867) byl holandský malíř, kreslíř, litograf a fotograf.

## Životopis
De Koningh byl synem malíře Leenderta de Koningha (1777–1849) a Jacoby Wouteriny de Koningh (1782–1845). Dostal křestní jména Arie Ketting, ale pravidelně používal prostřední jméno jako součást svého příjmení a podepisoval se jako ‚A.K. de Koningh' nebo A. Ketting de Koningh '. Malbě ho učil jeho otec spolu se sestrou Sophií (1807–1870) a bratry Johnem (1808–1845) a Leonardem. Maloval a kreslil krajiny, portréty a zobrazení zvířat. Také se věnoval leptu a litografii. Po stopách svého otce vydal v roce 1839 sérii litografií pod názvem Zestal Faces in the Surroundings of Dordrecht. Zúčastnil se mj. také cyklu výstav žijících mistrů Tentoonstelling van Levende Meesters v Amsterdamu, Groningenu, Haagu, Nijmegenu a Rotterdamu.
V roce 1847 se De Koningh oženil s vdovou Cornelií van der Zande (asi 1817 / 1818–1852). Byla mlynářkou na Zijlmolen na Zijlweg v Haarlemu. Jako umělec se Ketting de Koningh stal také mlynářem a pokračoval v podnikání, když se v roce 1853 znovu oženil s Justinou de Reus (1829–1896). V roce 1860 mlýn po zásahu bleskem vyhořel, ale dům mlynáře byl naštěstí ušetřen. V roce 1864 se usadil se svou ženou v Amersfoortu, kde působil jako umělec i fotograf.
Arie Ketting de Koningh zemřel v roce 1867, ve věku 51 let. Jeho práce jsou zahrnuty do sbírek mj. Amsterdamského muzea a Rijksmuseum Amsterdam.

## Některá díla

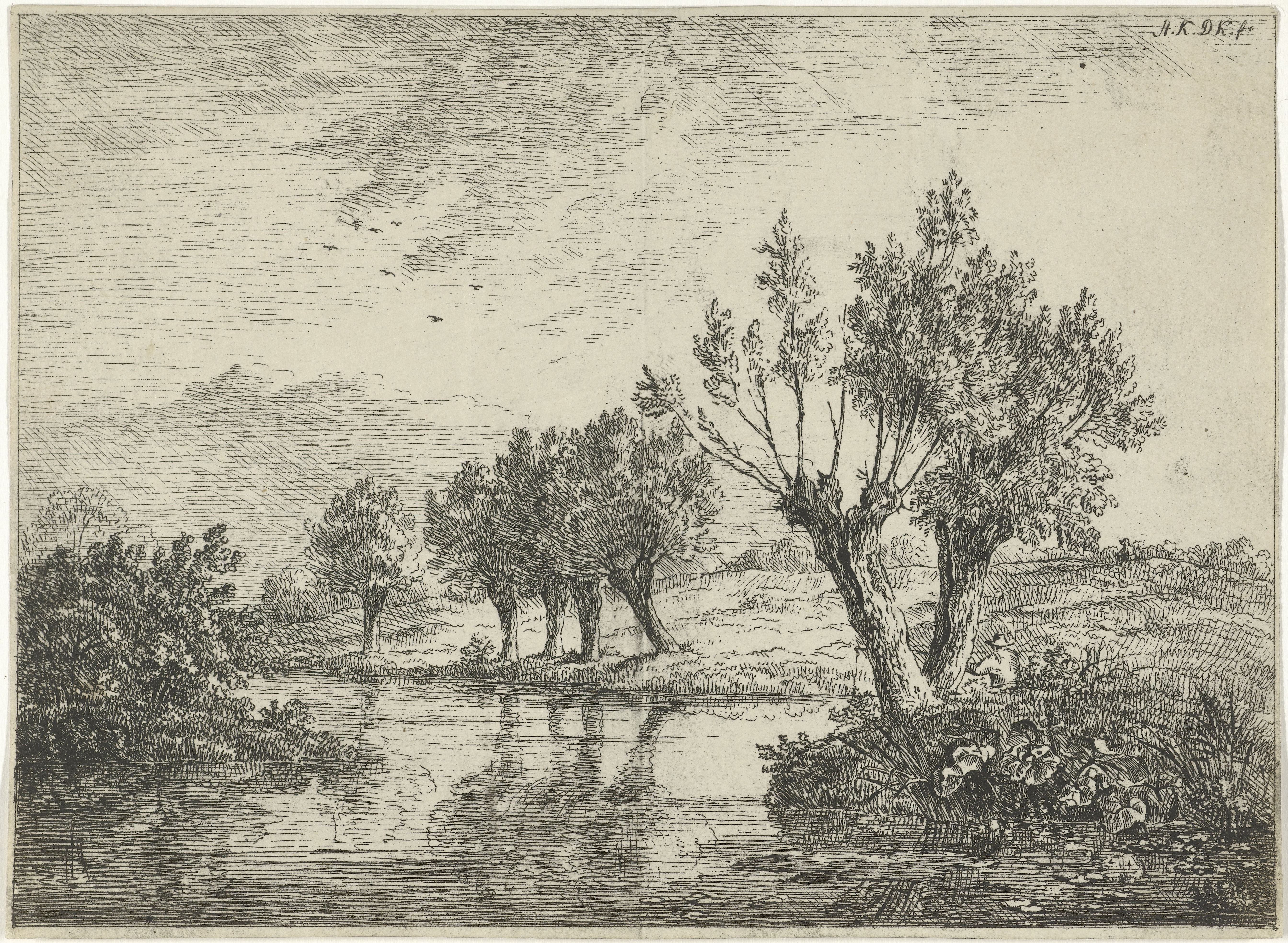
Pohled na říční krajinu
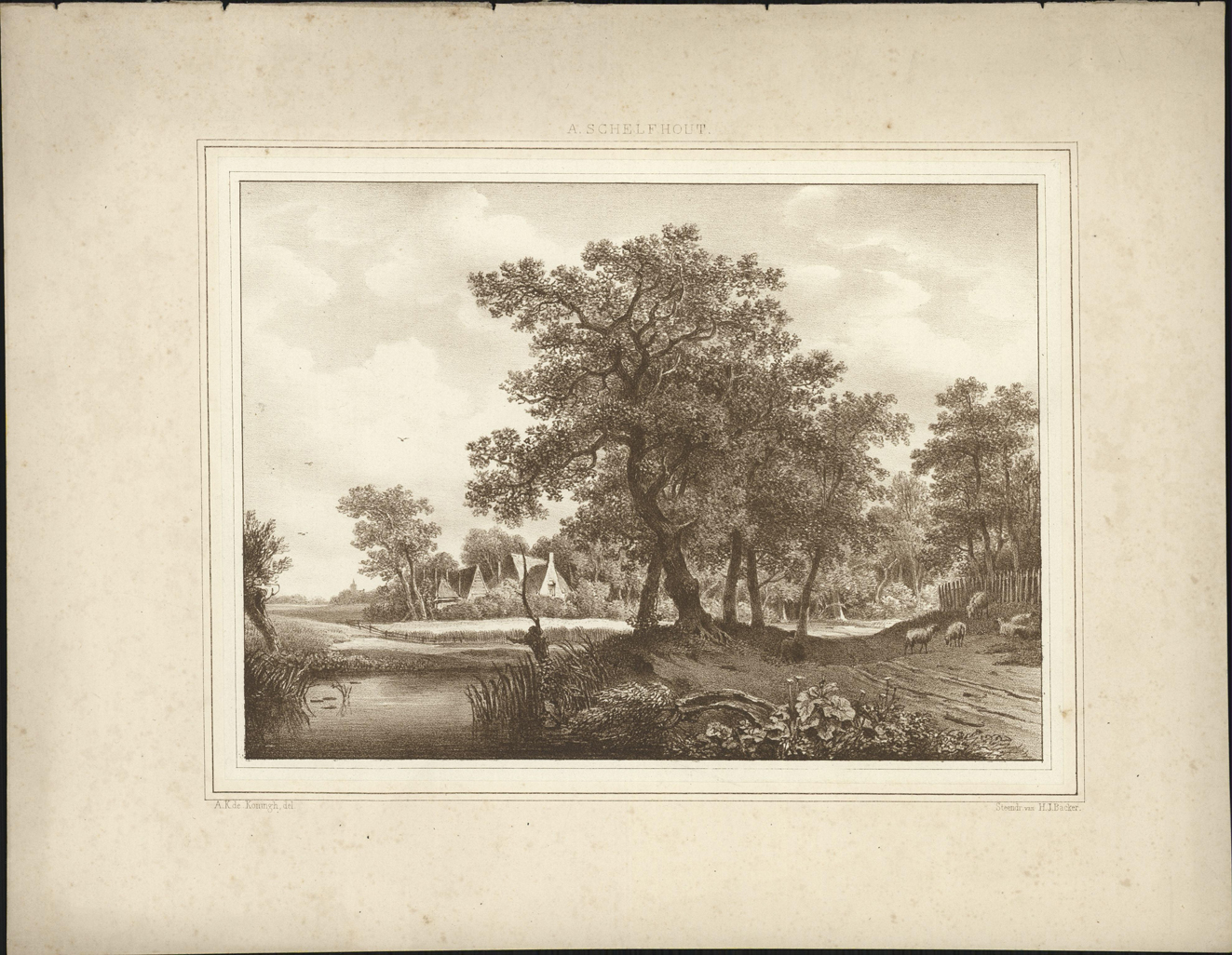
Krajina, podle Andreasovi Schelfhouta
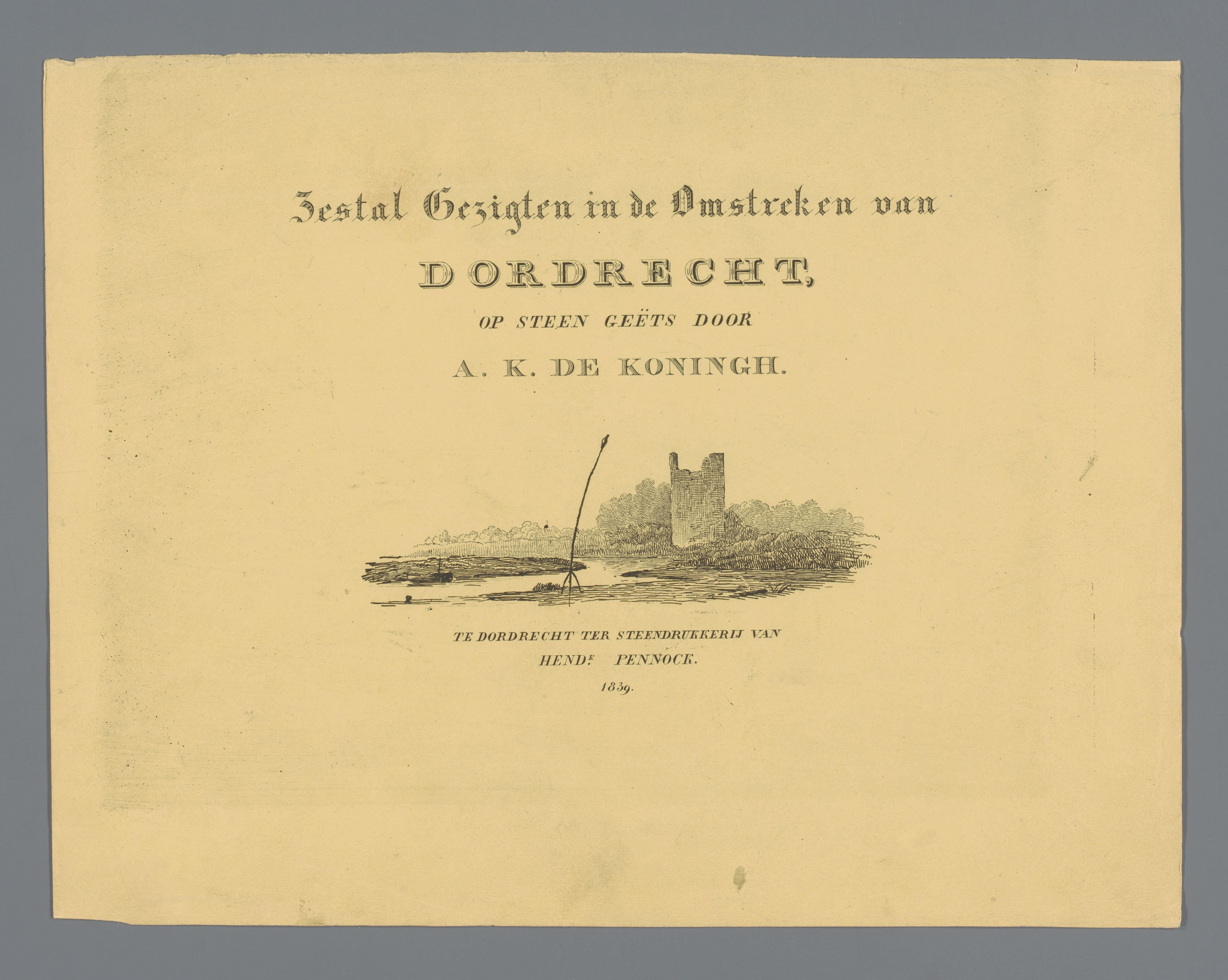
Titulní strana Zestal Gezigten in de Omstreken van Dordrecht
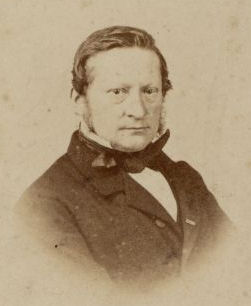
A. G. Wijers

## Publikace
- 1839: Zestal Gezichten in de Omstreken van Dordrecht op steen geëtst door A.K. de Koningh. Dordrecht: Steendrukkerij van Hendr. Pennick.